# برايان د. روجرز
برايان د. روجرز (بالإنجليزية: Brian D. Rogers)‏ هو شخصية أعمال وسياسي أمريكي، ولد في 25 يوليو 1950. انتخب عضو مجلس نواب ألاسكا.